# Brudkören
"Brudkören" (tyska: "Treulich geführt") från operan Lohengrin från 1850 av den tyske kompositören Richard Wagner, som också skrev texten, är en marsch som spelas vid brudens entré vid många formella bröllop i hela västvärlden. I engelsktalande länder är den allmänt känd som "Here Comes the Bride" eller "Wedding March", men "bröllopsmarsch" syftar på alla stycken i marschtempo som åtföljer brudens in- eller utgång, särskilt Felix Mendelssohns "Bröllopsmarsch". Wagners musikstycke blev populär när den användes som procession vid bröllopet mellan prinsessan Victoria och prins Fredrik Vilhelm av Preussen 1858.
Körstycket sjungs i Lohengrin av kvinnorna i bröllopssällskapet efter ceremonin, när de följer hjältinnan Elsa till hennes brudkammare.

## Text
Även om kören vanligtvis spelas på en orgel utan sång på de flesta bröllop, sjunger bröllopsföljet i Lohengrin dessa ord i början av tredje akten.
|  |
|  |

Treulich geführt ziehet dahin,
wo euch der Segen der Liebe bewahr'!
Siegreicher Mut, Minnegewinn
eint euch in Treue zum seligsten Paar.
Streiter der Tugend, schreite voran!
Zierde der Jugend, schreite voran!
Rauschen des Festes seid nun entronnen,
Wonne des Herzens sei euch gewonnen!
Duftender Raum, zur Liebe geschmückt,
nehm' euch nun auf, dem Glanze entrückt.
Treulich geführt ziehet nun ein,
wo euch der Segen der Liebe bewahr'!
Siegreicher Mut, Minne so rein
eint euch in Treue zum seligsten Paar.
Åtta kvinnor sjunger sedan en välsignelse till en särskild melodi.
Wie Gott euch selig weihte,
zu Freude weihn euch wir;
In Liebesglücks Geleite
denkt lang' der Stunde hier!
Kören fortsätter sedan gradvis av scenen och upprepar en något modifierad version av de tidigare orden.
Treulich bewacht bleibet zurück,
wo euch der Segen der Liebe bewahr!
Siegreicher Mut, Minne und Glück
eint euch in Treue zum seligsten Paar.
Streiter der Tugend, bleibe daheim!
Zierde der Jugend, bleibe daheim!
Rauschen des Festes seid nun entronnen,
Wonne des Herzens sei euch gewonnen!
Duftender Raum, zur Liebe geschmückt,
nehm euch nun auf, dem Glanze entrückt.
Treulich bewacht bleibet zurück,
wo euch der Segen der Liebe bewahr!
Siegreicher Mut, Minne und Glück
eint euch in Treue zum seligsten Paar!

## Religiös betydelse
|  |
|  |

Vissa kristna kyrkor motsätter sig användningen av "Brudkören" vid bröllopsceremonier. I en FAQ på den lutherska kyrkans och Missourisynodens hemsida förklarades det att motståndet mot stycket daterades till före första världskriget, då lutheraner var emot "alla former av teater" och Wagners operor ansågs "skildra hedniska berättelser och teman". En pamflett som gavs ut 2003 av det romersk-katolska stiftet i San Diego sade att "Brudkören" "inte skulle användas", återigen för att det är ett teaterstycke, men också för att det inte är en procession till altaret i operan, och för att dess frekventa användning i film och tv associerar det med sentimentalitet snarare än tillbedjan.
Många judiska par föredrar att välja annan musik på grund av de antisemitiska åsikter som Wagner förespråkar och hans uttalade brist på respekt för judisk musik.